# Памятник советским добровольцам, воевавшим в Испании в годы гражданской войны
Па́мятник сове́тским доброво́льцам, воева́вшим в Испа́нии в го́ды гражда́нской войны́, установлен на муниципальном кладбище Фуэнкарраль (исп. Fuencarral), расположенном в одноимённом районе-новостройке Мадрида. Торжественное открытие памятника, в котором приняли участие алькальд (мэр) испанской столицы Хуан Барранко Гальярдо (исп. Juan Barranco Gallardo) и посол СССР в Испании С. К. Романовский, состоялось 9 мая 1989 года.

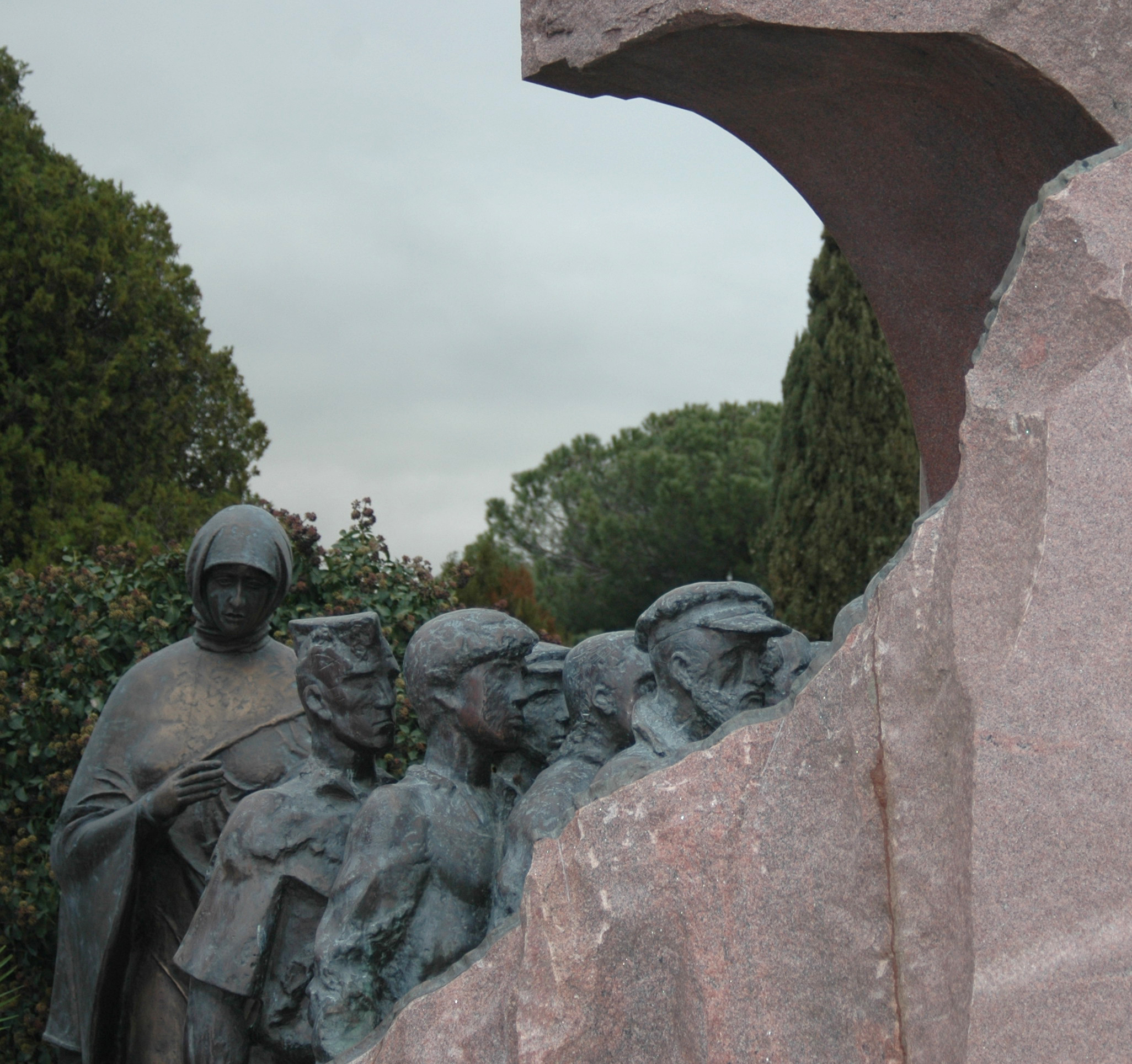
Лица добровольцев. Слева — образ Родины-матери

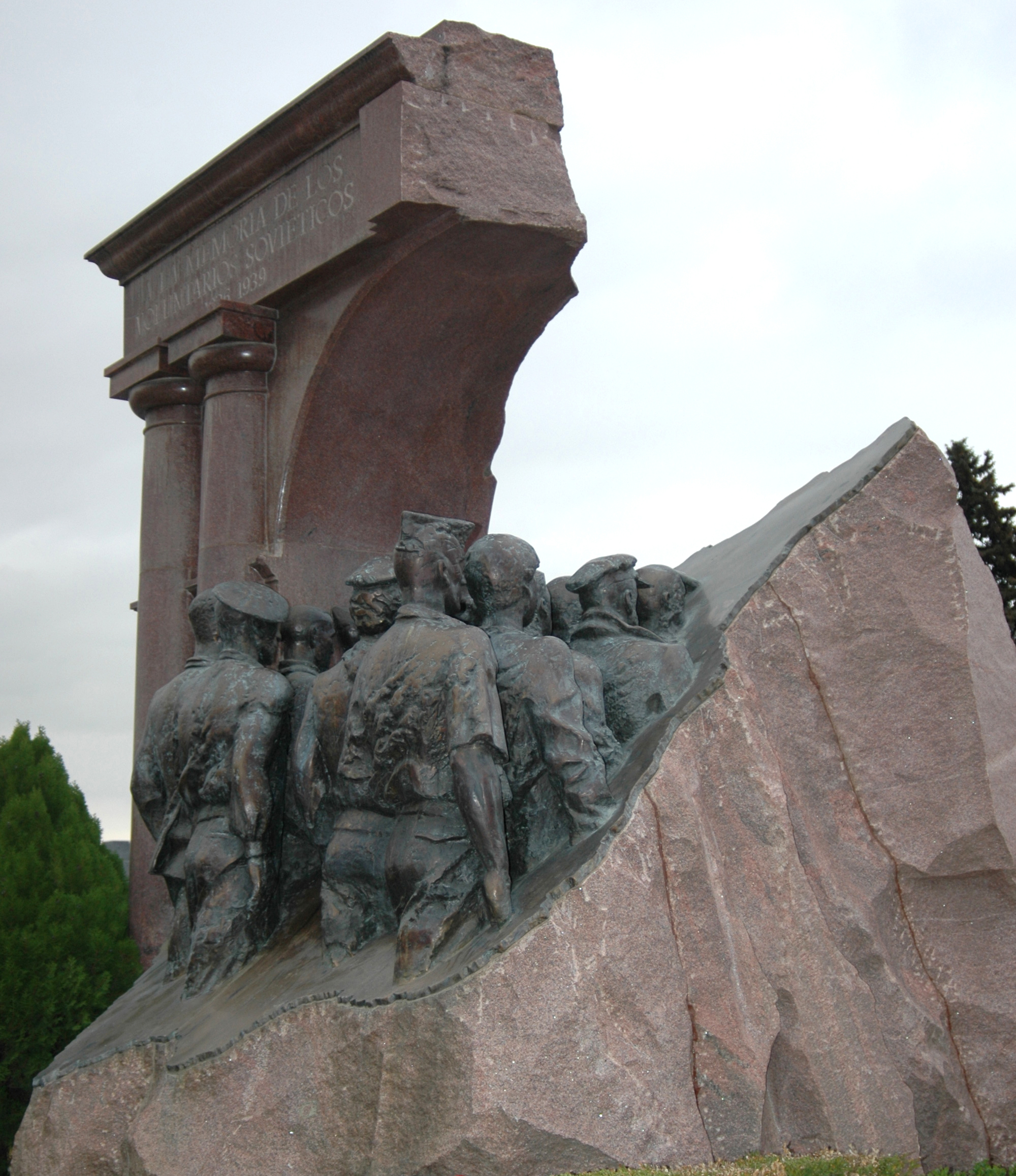
Они навечно ушли в землю Испании

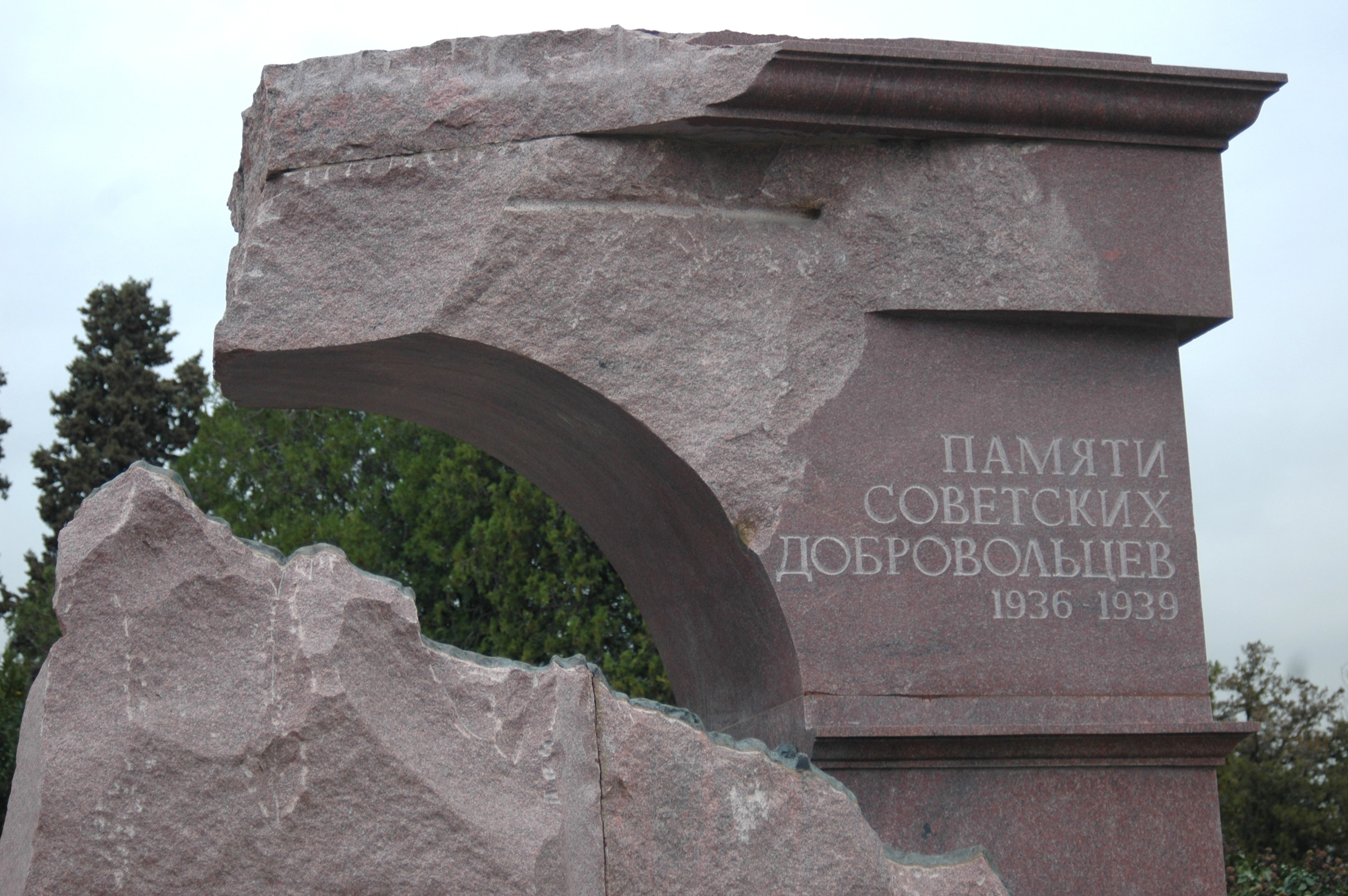
Но память о них живет

Авторы памятника, российские скульптор А. И. Рукавишников и архитектор И. Н. Воскресенский, создали в камне монументальную композицию, которая представляет собой незавершённую триумфальную арку. Данная аллегория служит напоминанием нынешним и грядущим поколениям, что гражданская война в Испании, ставшая первым вооружённым противоборством с фашизмом в Европе, не принесла победы над «коричневой чумой», которая будет одержана лишь в 1945 году с завершением второй мировой войны. Под зависшей в воздухе полуаркой находится массивный камень-алтарь. Его фронтальная плоскость расположена под углом к горизонту и имеет очертания географической карты Испании — страны, в землю которой безвозвратным маршем уходят воины-интернационалисты. Колонну советских добровольцев провожает исполненная печали фигура женщины — олицетворение Родины-матери.
Монумент воздвигнут над символической могилой: за десятилетия франкизма, последовавшие за поражением Республики, не сохранились не только могилы павших советских добровольцев, но и данные о местах их захоронений.
Венчает мемориал надпись на русском и испанском языках: «Памяти советских добровольцев, 1936—1939» («A la memoria de los voluntarios soviéticos, 1936—1939»). На боковой стороне памятника высечены имена 182 погибших добровольцев, однако список этот не только не полный, но и не точный. Как выяснилось уже после открытия монумента, некоторые из перечисленных в нём советских воинов-интернационалистов не погибли в Испании и вернулись на Родину.
Общее число советских добровольцев, воевавших в Испании в годы гражданской войны, оценивается, согласно разным источникам, от 2000 примерно до 4000 человек.